# Spilosoma comma
Spilosoma comma är en fjärilsart som beskrevs av Walker 1856. Spilosoma comma ingår i släktet Spilosoma och familjen björnspinnare. Inga underarter finns listade i Catalogue of Life.